# Franco Sovilla
Franco Sovilla (Venezia, 8 agosto 1957) è un giocatore di curling italiano di Cortina d'Ampezzo, atleta del Curling Club Tofane.

## Carriera agonistica

### Nazionale
Il suo esordio con la nazionale italiana junior di curling è stato il campionato mondiale junior del 1976, disputato a Aviemore, in Scozia: in quell'occasione l'Italia si piazzò al decimo posto. Con la nazionale junior partecipa a quattro campionati mondiali junior.
Nel 1981 entra nella formazione della nazionale assoluta con cui ha partecipato a cinque campionati mondiali ed a sette campionati europei.
Nel 2012 entra nella formazione della nazionale senior come riserva (alternate). Con la nazionale senior ha partecipato ad un campionato mondiale.
In totale Franco vanta 135 presenze in azzurro. Il miglior risultato dell'atleta è il quarto posto ai campionati europei del 1986 a Copenaghen, in Danimarca.
CAMPIONATI
Nazionale assoluta: 99 partite
- Mondiali
  - 1983 Regina ( Canada) 10°
  - 1984 Duluth ( Stati Uniti) 8°
  - 1985 Glasgow ( Scozia) 7°
  - 1986 Toronto ( Canada) 10°
  - 1990 Västerås ( Svezia) 9°
- Europei
  - 1981 Grindelwald ( Svizzera) 8°
  - 1983 Västerås ( Svezia) 9°
  - 1984 Morzine ( Francia) 9°
  - 1985 Grindelwald ( Svizzera) 12°
  - 1986 Copenaghen ( Danimarca) 4°
  - 1989 Engelberg ( Svizzera) 9°
  - 1992 Perth ( Scozia) 14°

Nazionale junior: 36 partite
- Mondiale junior
  - 1976 Aviemore ( Scozia) 10°
  - 1977 Québec ( Canada) 8°
  - 1978 Grindelwald ( Svizzera) 10°
  - 1979 Moose Jaw ( Canada) 8°

Nazionale senior: 
- Mondiali senior
  - 2012 Tårnby ( Danimarca) 12°

### Campionati italiani
Franco ha preso parte ai campionati italiani di curling inizialmente con il Curling Club Cortina poi con il Curling Club Dolomiti.